# Fenegyerekek (kisjátékfilm)
A Fenegyerekek 1968-ban készült didaktikus magyar kisjátékfilm a huligánbandák működéséről, az általuk elkövetett bűncselekményekről, az ellenük való fellépés lehetőségeiről.

## Cselekmény
Egy kisvárosi újság szerkesztője a rendőrség bűnügyi osztályán bejelenti, hogy reggelre ellopták a gépkocsiját. Az adatok egyeztetése után kiderül, hogy a kocsit ugyan megtalálták, de bűncselekmények, köztük egy halálos gázolás részese volt. A százados közli vele, hogy az utóbbi hetekben négy garázda cselekmény, verekedés, molesztálás, lopás, rongálás is történt, de eddig a reggelig nem láttak összefüggést közöttük. A látszólag független eseményekből azonban egy mindenre elszánt huligánbanda bűncselekmény-sorozata bontakozott ki. 
A vasútállomás rakodóján egy álló tehervonatból három zsák cementet lop két fiatal. Egy elkötött traktorra felpakolják, majd a kiérkező vasutas elől megszöknek. A sáros földútról a traktorkerék lepucolása nélkül hajtanak fel az asztfaltútra. A rájuk váró bandavezér egy telefonfülkét felfeszít, hogy a benne lévő pénzt megszerezze, majd a kagylót levágja a készülékről. Egy férfi meglátja a rongálást, de őt leüti, majd a traktorosokkal a negyedik bandataghoz mennek, lepakolni a cementet. A sárfolton egy motoros megcsúszik, elesik. Mentőt hívnának, de a megrongált fülkéből nem lehet, a motoros meghal.
A banda egy meccsről utazik haza vonattal. Mivel a csapatuk csúnyán kikapott, különösen feszültek és frusztráltak. Egy fiatal nővel kikezdenek, a kocsi izzójait kicsavarják, a függönyt letépik. Egyetlen férfi áll csak ki a nő védelmére, de őt véresre verik. Egy másik fülkében leszerelik a fűtéskapcsolót, majd egy termeskocsiba mennek át. A szabadon lógó drót miatt áramütés ér egy utast. A másik kocsiban „halefozni“ kezdenek, összeszurkálva, majd felszakítva az üléseket. Itt azonban keményebb utasokkal kerülnek szembe, verekedés kezdődik, a megállóban lemenekülnek a vonatról. A kiérkező rendőrök az egyiküket elfogják. 
A bandatag a kihallgatáson nem vall a többiek ellen, azt állítja, hogy csak a vonaton ismerkedett velük össze, a házkutatáson azonban lopott dolgok garmadát találják, köztük a napokban ellopott három zsák cementet. Egyelőre szabadon engedik, majd idézést fog kapni a további kihallgatásra. A többiek a vonatról ellopott dolgokat megpróbálják eladni, de sikertelenül. A bandavezér úgy dönt, hogy a megmaradt lopott holmikat biztonságos helyre szállítják, de ehhez autó kell. Az újságszerkesztő Wartburgját ellopják, ám nem tudják, hogy a kocsi fékhibás. A kocsilopáskor lebuknak, egy kisbusz, majd a rendőrség is a nyomukba ered. Menekülés közben halálra gázolnak egy idős nőt. Tovább menekülnek, ám egy kanyarban a fékhiba miatt az árokba csúsznak, mindnyájukat elfogják.
A százados története ezzel végetér azzal a kitétellel, hogy ezekkel a jól szervezett és félelmet nem ismerő bandákkal csak közös erővel, a társadalom összefogásával lehet leszámolni.

## Szereplők
Csak három bandatag van megnevezve, Sanyi a bandavezér, Robi és Gabi bandatagok, Manci, Sanyi barátnője és Szabó százados. 
- Koncz Gábor: Sanyi, a bandavezér
- Koletár Kálmán
- Gyelmis Lukács
- Kovács Gyula
- Márkus Ferenc
- Kalocsai Ferenc
- Soós Edit
- Náray Teri
- Kelemen Éva
- Makláry János
- Láng József: a bandával szembeszálló utas
- Gyenge Árpád: a telefonfülkénél leütött férfi
- Bárány Frigyes: újságszerkesztő
- Mádi Szabó Gábor: rendőrszázados